# Notothenia microlepidota
Notothenia microlepidota (F. W. Hutton, 1875) è una specie di pesce attinopterigo della famiglia dei Nototenidi. È nativa delle acque del Pacifico attorno alla Nuova Zelanda e all'Isola Macquarie.

## Tassonomia
Notothenia microlepidota fu descritto formalmente per la prima volta nel 1875 dal naturalista neozelandese (ma nato in Inghilterra) Frederick Wollaston Hutton, con il tipo nomenclaturale raccolto vicino a Dunedin, in Nuova Zelanda. Il nome specifico microlepidota significa "piccole scaglie", un riferimento alle sue minuscole e numerose scaglie che la differenziano dalla N. angustata, che Woolaston descrisse nello stesso articolo.

## Descrizione
Allo stato giovanile Notothenia microlepidota ha la pinna caudale chiaramente biforcata, caratteristica che perde nell'età adulta. Il colore del corpo è argento, giallo e rossiccio, ricoperto da piccole scaglie. Sono presenti due linee laterali che si sovrappongono in modo considerevole. La prima pinna dorsale, che presenta una base ridotta, possiede 6 o 7 raggi spinosi, la seconda ne ha 27 o 28 raggi mentre la pinna anale solamente 23-24. Questa specie può raggiungere una lunghezza massima di 70 centimetri.

## Distribuzione, habitat e biologia
Notothenia microlepidota si trova solamente nell'area compresa tra la Nuova Zelanda e l'Isola Macquarie nel Pacifico sudoccidentale. Se nelle acque delle coste delle Isole Campbell si possono trovare a pochi metri di profondità, durante delle operazioni di pesca a strascico sono stati rinvenuti anche a 1.000 metri in profondità in mare aperto. Nel Plateau Campbell, le salpe sono la loro preda più cacciata, seguita dagli anfipodi (in particolare Parathemisto gaudichaudii, percofidi e Granchi come il portunide Nectocarcinus bennetti, mentre sono oggetto di preda delle foche. Essendo una specie subantartica, N. microlepidota possiede alcuni fattori di adattamento, come la presenza di proteine antigelo nel sangue, così come uno spesso tessuto adiposo che compensa la mancanza della vescica natatoria, conferendogli una capacità di galleggiamento neutra. In Nuova Zelanda e Asia questa specie possiede un certo interesse commerciale, grazie alla sua carne grassa ma non considerata pesante e al suo alto apporto di proteine e Omega-3.